# Frederick Guthrie
Frederick Guthrie, född 15 oktober 1833 i London, död där den 21 oktober 1886, var en brittisk kemist och fysiker. Han var bror till Francis Guthrie och far till Frederick Bickell Guthrie.
Guthrie blev professor vid Royal College på Mauritius 1860 och professor vid Royal School of Mines i London 1869. År 1860 invaldes han som Fellow of the Royal Society of Edinburgh och 1871 som Fellow of the Royal Society. Guthrie är känd för sina undersökningar över smältpunkten för legeringar och saltblandningar.